# Netting (Finanzen)
Unter Netting werden im Finanzwesen alle Methoden zur Verminderung von Zahlungs-, Fremdwährungs-, Kredit- oder Liquiditätsrisiken zwischen zwei Vertragsparteien innerhalb eines vertraglich vereinbarten Verrechnungsverfahrens (bilaterales Netting) oder mehreren Vertragsparteien innerhalb eines institutionalisierten Abrechnungssystems (multilaterales Netting) verstanden, die den Einsatz bilateraler oder multilateraler Verrechnungsalgorithmen zum Inhalt haben.

## Allgemeines
Voraussetzung für das Netting ist, dass zwei oder mehr Vertragspartner (Gegenparteien) aus miteinander abgeschlossenen Verträgen gegenseitig aufrechenbare Leistungspflichten haben.
Im Bankenaufsichtsrecht wird Netting als Verringerung des Adressenausfallrisikos eines Kreditinstituts gegenüber einem Geschäftspartner durch Verrechnung zweier gegenläufiger Ansprüche aufgrund gesetzlicher Vorschriften oder vertraglicher Verpflichtungen bezeichnet.
Intensive Geschäftsbeziehungen mit gegenseitigen monetären Leistungspflichten bestehen insbesondere im Bank- und Versicherungswesen. Hier werden Geld, Wertpapiere, Devisen oder Derivate gegen Geld oder sonstige Gegenleistung ausgetauscht. Dabei besteht für jeden der Partner (Kontrahenten) das Risiko, dass der andere Teil bis zum beiderseitigen Erfüllungstag seinen Verpflichtungen nicht nachkommt, während die eigene Verpflichtung bereits erfüllt wurde. Je länger die gegenseitigen Erfüllungstermine zeitlich dem Tag des Geschäftsabschlusses nachgelagert sind, umso höher ist dieses Risiko. Ein Vorleistungsrisiko entsteht, wenn eine Bank Finanzinstrumente bezahlt hat, bevor sie deren Lieferung erhalten hat oder umgekehrt oder bei grenzüberschreitenden Geschäften, wenn seit der Zahlung bzw. Lieferung mindestens ein Tag vergangen ist (Art. 379 Kapitaladäquanzverordnung). Beide Varianten beinhalten letztlich eine Insolvenzgefahr, der jeder der Kontrahenten unterliegt (so genanntes „Herstatt-Risiko“). Diese Gefahr wächst mit dem Volumen der gegenseitigen Transaktionen.
Kauft eine Bank beispielsweise Wertpapiere für 1 Million Euro von einer anderen Bank und hat den Kaufpreis sofort bezahlt, aber die andere Bank kann die Wertpapiere wegen eigener Insolvenz nicht mehr liefern, so hat die kaufende Bank eine Insolvenzforderung von 1 Million Euro, die sie ganz oder größtenteils nicht mehr zurückerhalten wird. Sie erleidet durch die Insolvenz ihres Kontrahenten einen Vermögensverlust. Hat nun aber der insolvente Kontrahent aus einem anderen Geschäft eine gleich hohe Gegenposition, und beide haben eine Nettingvereinbarung geschlossen, so werden diese Positionen mit der Folge aufgerechnet, dass beidseitig keine insolvenzbedingten Vermögensverluste entstehen.
Als Verrechnungsalgorithmus werden Verfahren bezeichnet, mit deren Hilfe das Aufrechnungsproblem effizient gelöst werden kann. Zwecks Vereinheitlichung des Vertragsinhalts haben die ISDA und andere Verbände Standardverträge entwickelt (z. B. die ISDA Master Agreements, den Deutschen Rahmenvertrag für Finanztermingeschäfte, den Europäischen Rahmenvertrag), die als Netting-Vereinbarungen zwischen den Kontrahenten abgeschlossen werden und eine bestimmte Art des Netting zum Inhalt haben.

## Arten des Netting
Das Netting ist eine Aufrechnungsvariante des Finanzsektors. Durch den Interbankenhandel und die intensive monetäre Verflechtung der Kreditinstitute untereinander entstand – insbesondere wegen des Insolvenzrisikos der Geschäftspartner – das Erfordernis, die gegenseitigen Forderungen und Verbindlichkeiten nach Möglichkeit gegeneinander aufzurechnen. Je nach verfolgtem Zweck gibt es drei Arten des Netting.

### Close-out-Netting
Die wichtigste Form des Netting ist im Bankwesen das so genannte „Close-out Netting“ (oder auch „Liquidationsnetting“; englisch close out bedeutet ausbuchen der bisherigen Forderungen). Eine „juristische Sekunde“ vor einem vertraglich vorab definierten Insolvenztatbestand werden alle unter einem Aufrechnungsvertrag (z. B.ISDA Master Agreement oder Deutscher Rahmenvertrag für Finanztermingeschäfte) noch laufenden Geschäfte aufgrund der darin enthaltenen Close-out Netting-Klausel beendet. Es handelt sich somit um eine Glattstellung nach Beendigung des Vertrags. Denn in der Close-out-Klausel vereinbaren die am Netting beteiligten Parteien, dass bei Eintritt eines definierten Ereignisses (siehe auch Kreditereignis), welches die Vertragsbeziehung gefährden könnte (z. B. Zahlungs- oder Lieferverzug), die gegenseitigen vertraglichen Beziehungen sofort beendet werden. Damit ist eine unverzügliche Abrechnung und ein abschließender Saldoausgleich verbunden. Das Close-out Netting zielt vor allem auf die Sicherungsfunktion einer vorhandenen Aufrechnungslage ab. Ist jemand gleichzeitig Schuldner und Gläubiger aus verschiedenen Geschäften, erlaubt ihm das Gesetz auch noch die Aufrechnung im Rahmen der Insolvenz (§§ 94 ff. InsO). Damit sichert ihn die Aufrechnungsmöglichkeit vor dem sonst drohenden Verlust.
An die Stelle dieser bis zum Eintritt des Insolvenztatbestandes existierenden und nun erloschenen Leistungspflichten tritt ein neuer einheitlicher Schadensersatzanspruch. Dieser umfasst insbesondere die Saldierung aller zu diesem Zeitpunkt bestehenden gegenseitigen Ansprüche auf Basis ihrer Marktwerte. Daher wird der Vorgang „Netting“ genannt, weil nur dieser errechnete Netto-Saldo schlimmstenfalls noch an die Masse zu leisten ist bzw. den höchst möglichen Ausfall darstellt. Das Insolvenzrisiko wird auf diese Weise erheblich reduziert.

### Novationsnetting
Eine weitere Form des Netting ist das seltenere Novationsnetting, das derivative Finanzgeschäfte betrifft. Dabei gehen in das Novations-Netting einbezogene Kontrakte (üblicherweise Devisentermingeschäfte) unter und werden durch einen neuen Kontrakt in Höhe des Saldos aller Kontrakte ersetzt. Aufgrund dieses bilateralen Schuldumwandlungsvertrages werden alle bestehenden Ansprüche durch Novationsvereinbarung (fortlaufend) in ein neues Schuldverhältnis überführt; die bisherigen erlöschen wegen der Novation. Es entsteht kontinuierlich ein neuer aktueller Saldo. Trotz seiner aufsichtsrechtlichen Anerkennung hat das Novationsnetting in der Praxis kaum eine nennenswerte Bedeutung.
Da diese vertraglichen Vereinbarungen andere Gläubiger der Masse allerdings insofern benachteiligen könnten, als diese im Regelfall nicht über eine derartige Saldierungsmöglichkeit im Falle der Insolvenz verfügen, ist diese Vertragsabrede mit (internationalen) Rechtsrisiken (insbesondere insolvenzrechtlicher Art) behaftet. Aus diesem Grunde sind gebräuchliche oder von den Spitzenverbänden der Institute empfohlene standardisierte Rahmenverträge (z. B. die ISDA-Rahmenverträge oder der Deutsche Rahmenvertrag für Finanztermingeschäfte) zu verwenden und zudem haben sich die Institute „anhand geeigneter Rechtsgutachten“ von der Durchsetzbarkeit und Wirksamkeit dieser Rahmenverträge zu überzeugen (Artikel 296 Kapitaladäquanzverordnung). Entsprechende Gutachten werden von internationalen und nationalen Verbänden für ihre Mitglieder eingeholt und regelmäßig aktualisiert. Verschiedene Dienstleister bieten zudem Systeme zur Auswertung der in den Rechtsgutachten enthaltenen Aussagen zur Zulässigkeit des Netting in Abhängigkeit von Produktarten (vor allem solche des außerbörslichen Handels, siehe aber auch bei ISDA), Rechtsordnung von Sitz und Niederlassung der Vertragspartner, individuellen Vertragsergänzungen und sonstigen Kriterien verwalten und automatisiert prüfen (z. B. die  LeDIS oder Framesoft Contract Repository (FCR)).

### Zahlungsverkehr-Netting
Das Zahlungsverkehr-Netting (englisch payment netting) umfasst die Verrechnung von laufenden Interbank-Zahlungen, also die automatische Positionenaufrechnung nach Art eines Staffelkontokorrents, wodurch lediglich die Differenz zwischen zwei Beträgen gleicher Währung (Saldo) zu bezahlen ist. Im Regelfall müssen dabei gleiche Fälligkeiten und gleiche Währung vorliegen, also gegenläufige Ansprüche und Verpflichtungen von Geschäftspartnern. Zahlungsverkehr-Netting reduziert das Vorleistungsrisiko („Herstatt-Risiko“). Die börslichen Systeme Clearstream und Euroclear übernehmen als Mittler zwischen den Kontrahenten die Verrechnung. Sie geben einen Kontrakt erst dann als erfüllt frei, wenn die beidseitigen Vertragspflichten aus einer Transaktion gegeneinander abgeglichen worden sind („synchrones Matching“).
Banken vereinbaren auch darüber hinausgehende so genannte Payment-Netting-Agreements, bei denen zwecks Verringerung des Kapitalausfallrisikos zeitungleiche Zahlungen verrechnet werden. Solche Vereinbarungen sind häufig im Währungs- und Effektengeschäft üblich.

## Bankenaufsichtsrechtliche Anerkennung
Bei Kreditinstituten unterliegen im Regelfall sämtliche im Bestand befindlichen Finanzinstrumente des Anlage- und Handelsbuchs einer Eigenmittelanrechnung, müssen demnach als risikobehaftete Aktiva mit Eigenkapital gedeckt sein. Innerhalb der SolvV war seit Oktober 1996 für Kreditinstitute jedoch die Möglichkeit vorgesehen, Swap-Geschäfte und andere als Festgeschäfte oder Rechte ausgestaltete Termingeschäfte mit einem ermäßigten Kreditäquivalenzbetrag anzurechnen (so genannter Credit conversion factor, CCF), wenn die Geschäfte wirksam in eine anerkannte Nettingvereinbarung einbezogen worden waren.
Grundlage für diese Regelung war erstmals die Richtlinie 96/10/EG vom 31. März 1996 im Hinblick auf die aufsichtsrechtliche Anerkennung von Schuldumwandlungsverträgen (Novation) und Aufrechnungsvereinbarungen („vertragliches Netting“), die mit der Bekanntmachung über die Änderung und Ergänzung des Grundsatzes I vom 2. Oktober 1996 in deutsches Recht umgesetzt wurde.
An die Stelle der SolvV ist seit Januar 2014 die Kapitaladäquanzverordnung (englische Abkürzung CRR) getreten, die sich sehr umfassend mit Netting auseinandersetzt. Nach der Legaldefinition in Artikel 296 Abs. 2a CRR begründet Netting für alle erfassten Geschäfte „eine einzige rechtliche Verpflichtung, so dass das Institut bei Ausfall des Vertragspartners nur auf den Saldo der positiven und negativen Marktwerte der erfassten Einzelgeschäfte einen Anspruch hat oder zu dessen Zahlung verpflichtet ist“. In Artikel 195 CRR ist Netting gegenseitiger Forderungen für Kreditinstitute als zulässige Kreditrisikominderung anerkannt. Nach Art. 196 CRR dürfen bilaterale Nettingvereinbarungen für Pensionsgeschäfte, Wertpapier- oder Warenverleih- oder -leihgeschäfte oder andere Kapitalmarkttransaktionen mit einer Gegenpartei (auch Nichtbanken) berücksichtigt werden. Sie müssen dann gemäß Artikel 205 CRR folgende Voraussetzungen erfüllen:
- Nettingvereinbarungen müssen selbst bei Insolvenz der Gegenpartei in allen Rechtsordnungen rechtswirksam und durchsetzbar sein,
- Forderungen und Verbindlichkeiten sind jederzeit bestimmbar,
- Nettingpositionen sind dauerhaft zu überwachen,
- Nettingvereinbarungen müssen der nicht ausfallenden Partei das Recht geben, bei einem Ausfall die betroffenen Geschäfte zeitnah zu beenden und glattzustellen und die Gewinne und Verluste gegeneinander aufzurechnen, so dass die eine Partei der anderen einen einzigen Nettobetrag schuldet (Art. 206 a und b CRR).

Das gilt nach Art. 206 CRR auch für Netting-Rahmenvereinbarungen für Pensionsgeschäfte, Wertpapier- oder Warenverleih- oder -leihgeschäfte oder andere Kapitalmarkttransaktionen. Erfüllen Nettingvereinbarungen diese Voraussetzungen, führt dies zu einer Verminderung der Risikopositionen, so dass eine geringere Unterlegung mit Eigenmitteln erforderlich ist.
Nach Art. 221 CRR können die Institute mit Erlaubnis der Bankenaufsicht alternativ zu den von der Aufsicht vorgegebenen oder auf eigenen Schätzungen beruhenden Volatilitätsanpassungen für die Berechnung des vollständig angepassten Risikopositionswerts, der sich aus der Anwendung einer anerkennungsfähigen Netting-Rahmenvereinbarung, bei denen keine Derivatgeschäfte zugrunde liegen, ergibt, interne Modelle verwenden.

## Abgrenzung zum Clearing
Clearing ist der verfahrensmäßige Ablauf einer Abrechnung, bei der Daten und/oder Belege im Hinblick auf Geld-, Devisen- oder Wertpapierübertragungen an einem einzigen Ort vorgelegt und ausgetauscht und gegebenenfalls die Nettoposition jedes Abrechnungsteilnehmers errechnet wird. Dieser Vorgang ist mit keiner rechtlichen Wertung verbunden, das Netting aber mit seiner konsensualen Aufrechnung schon. Clearing ist somit der Oberbegriff. Auch die innerhalb von Konzernen stattfindenden Aufrechnungsvorgänge im Konzernfinanzwesen und Cash Management werden zuweilen als Netting bezeichnet. Ein insbesondere im Devisenhandel genutztes, institutionalisiertes Abrechnungssystem zur Vermeidung von gegenseitigen Erfüllungsrisiken ist das Continuous Linked Settlement.

## Nutzen
Netting reduziert das gegenseitige Insolvenzrisiko der Kontrahenten und damit die Gefahr von Verlusten. Eine große Anzahl von Einzelpositionen wird auf wenige reduziert. Sind Kreditinstitute involviert, ergibt sich eine verminderte Eigenmittelanrechnung, die vom Basler Ausschuss für Bankenaufsicht auf bis zu 40 % der Gesamteigenkapitalposition eingeschätzt wird. Das führt dazu, dass Interbank-Transaktionen nur in sehr geringem Maße das Eigenkapital der betroffenen Kreditinstitute belasten, sodass für das Bankgeschäft mit Kunden größere Potenziale freibleiben.